# Jay Manuel
Jay Manuel (Scarborough, 14 agosto 1972) è un fotografo, modello e truccatore canadese.
È famoso per essere il direttore dei servizi fotografici di America's Next Top Model e per essere ospite e giudice del format canadese di Canada's Next Top Model.

## Biografia
Nato a Scarborough in Ontario da madre italo-ceca e padre sud-africano appartenente al gruppo etnico dei malesi del Capo. È cresciuto a Toronto dove ha frequentato la Norman Bethune Collegiate Institute e la York University.
Prima di entrare nel settore della moda, Manuel era uno studente di medicina e ha studiato opera, anche lavorando per la Metropolitan Opera per un periodo. Alla fine, è diventato un makeup artist, lavorando per clienti come Tyra Banks e Iman.
Manuel e l'amico J. Alexander, anche lui una personalità di America's Next Top Model, spesso appaiono su E!: Entertainment Television 's Fashion Police, degli episodi con Debbie Matenopoulos, ed è apparso durante importanti riconoscimenti, come dimostra l'Academy Awards, il Grammy, il Golden Globe e il Primetime Emmy Awards. Manuel ospita anche il suo show, il suo famoso stile, su Style Network. Nel settembre 2006, ha introdotto il proprio make-up, Manuel Override, su QVC. È il make-up artist della personalità televisiva e top model Tyra Banks. Su America's Next Top Model, Manuel è anche conosciuto come "Mister Jay", un omologo di J. Alexander, "Miss J."